# Сбалансированное простое
Сбалансированное простое — простое число, для которого интервалы между простыми числами слева и справа от числа равны, так что число равно среднему арифметическому ближайших простых:
{\displaystyle p_{n}={{p_{n-1}+p_{n+1}} \over 2}}.
Первые сбалансированные простые числа:
5, 53, 157, 173, 211, 257, 263, 373, 563, 593, 607, 653, 733, 947, 977, 1103 …
Например, 53 — шестнадцатое простое число; пятнадцатое и семнадцатое числа −47 и 59, их сумма равна 106, а половина этой суммы равна 53, то есть 53 является сбалансированным простым.
Если 1 считать простым числом, 2 будет также сбалансированным простым числом. Все простые числа делятся на сбалансированные, сильные (бо́льшие среднего арифметического двух соседних простых чисел) и, соответственно, слабые. 
Три последовательных простых числа в арифметической прогрессии иногда называются CPAP-3, сбалансированное простое число, по определению, второе число в CPAP-3.
Есть гипотеза, что существует бесконечно много сбалансированных простых чисел. По состоянию на 2014 год наибольшее известное сбалансированное простое имеет 10546 знаков:
{\displaystyle p_{n}=1213266377\times 2^{35000}+2429} при {\displaystyle p_{n-1}=p_{n}-2430} и {\displaystyle p_{n+1}=p_{n}+2430},
при этом значение {\displaystyle n} (индекса в последовательности простых чисел) не установлено.
Сбалансированные простые можно обобщить до сбалансированных простых порядка {\displaystyle n}: простое число, равное арифметическому среднему ближайших {\displaystyle n} меньших и {\displaystyle n} бо́льших простых чисел:
{\displaystyle p_{k}={\sum _{i=1}^{n}({p_{k-i}+p_{k+i})} \over 2n}}.
При этом определении обычное сбалансированное число — сбалансированное число порядка 1.